# Antonio Tabernero
Antonio Tabernero (Madrid 1952) es un fotógrafo español.
Su experiencia en el medio fotográfico empieza a los 14 años, con su ingreso en la Real Sociedad Fotográfica y su relación con los fotógrafos de la Escuela de Madrid (fotografía). Se inicia profesionalmente en el estudio de Fernando Gordillo en 1970 y se instala por su cuenta en 1972. 
Tanto su producción artística como su pensamiento teórico están ligados a la idea de vanguardia y ruptura constante con lo anterior. Lo demuestra como profesor de Estética en la escuela PhotoVisión en 1982, como creador de la Semana Internacional de la Fotografía (SIF) en Guadalajara en 1980 y en su obra personal con los portafolios Nocturnos 1980, Reportaje de la ficción 1982, Fotogramas 1990, Fachadas Efímeras de Madrid 2006, entre otros. Desde entonces no ha dejado de impartir talleres, cursos y conferencias en España y Francia. 
Ha expuesto obra en España, Francia, Alemania, Italia, Portugal, Rumania, Filipinas, y forma parte de colecciones públicas y privadas (Bibliothèque Nationale de France, FRAC Régionaux Francia, Collection Municipale Ville de Montpellier Francia, MNCARS Madrid, IVAM Valencia, Colección Géneros y Tendencias, Ayuntamiento de Alcobendas. Madrid, Château d'Eau de Toulouse (Francia), Colección Comunidad de Madrid y Colección Real Sociedad Fotográfica).